# 北城街道 (南充市)
北城街道，是中华人民共和国四川省南充市顺庆区下辖的一个乡镇级行政单位。

## 行政区划
北城街道下辖以下地区：
长征路社区、金鱼岭社区、延安路社区、五里店社区、胜利路社区、龙吟路社区和团结社区。